# 海南華僑中學
海南华侨中学，简称侨中，位于海南省海口市，是海南省一级中学，海南省重点中学。
据2019年7月学校官网显示，学校分高中部、初中部、美丽沙三个校区，占地450多亩，现有约150个教学班，7000余名学生，有近600名专任教师。

## 校史
1938年，泰国曼谷中华中学、黄魂中学和新民中学等三所华文学校在云南昆明创办暹罗联立育侨中学，后来改名为私立育侨中学。
1939年11月28日，中华民国行政院召开第440次会议，由行政院院长孔祥熙先生批准在云南保山筹建国立华侨中学。
1940年5月，国立华侨中学在云南保山正式成立。10月，私立育侨中学迁至昆明呈贡县龙翔寺。
1941年，由于太平洋战争爆发，侨汇中断，经费枯竭，育侨中学并入国立华侨中学，更名为国立第一华侨中学，办学地点仍在呈贡（旧址现为昆明市呈贡区龙城镇龙街小学）。同年8月教育部在重庆江津成立国立第二华侨中学。10月，教育部决定将育侨中学并入国立华侨中学，育侨中学原校址改为国立华侨中学呈贡分校。年底，教育部电令国立华侨中学改名为国立第一华侨中学。
1942年2月，国立华侨中学更名为国立第一华侨中学。国立第一华侨中学共培养两期毕业班，计80人。5月，学校突遭日军飞机轰炸，15名学生罹难。当年秋季，校址迁到贵州省清镇县五里桥乡（旧址所在地的百花湖中学、百花湖小学正式更名为贵阳华侨中学、贵阳华侨中学附属小学）。
1943年3月，呈贡分校并入国立西南中山中学。
1944年9月，中华民国教育部决定将国立第一华侨中学高中部与国立第二华侨中学合并，初中部改为国立第十四中学分校，校址迁往四川省重庆市江津县五福场（侨二中原初中部校址，现为重庆市江津区夏坝镇继侨小学）。
1946年，二战后，为了便利东南亚华侨子女入学，国民政府教育部决定将国立第二华侨中学迁到海南岛海口市现址。
1947年5月，学校改名为国立第一侨民中学，何志湖接任校长。
1950年5月，国立第一侨民中学改名广东海南华侨中学，列为广东省和海南地区的重点中学。由全国人大副委员长何香凝女士题写校名。
1966年至1976年间，曾改名“海南人民中学”，继又改为海口市第五中学。
1978年恢复校名为广东海南华侨中学。
1988年海南建省，校名定为海南华侨中学，属海南省重点中学。